# Take It On Faith
Take It On Faith je treći studijski album sastava The Rossington Band. 

## Popis pjesama
1. "Highway of Love" - 4:07
2. "I Should've Known" - 3:23
3. "Take It On Faith" - 4:51
4. "Light A Candle" - 3:04
5. "Dance While You're Cookin'" - 4:35
6. "Shame On Me" - 4:18
7. "Good Side of Good" - 3:53
8. "Through My Eyes" - 5:21
9. "Something Fishy" - 4:44
10. "Too Many Rainy Days" - 6:40
11. "Where Did Love Go" - 3:50
12. "Two Very Different Things" - 4:18

## Izvođači[2]
- Gary Rossington - gitara
- Dale Rossington - vokal
- Jack Holder - gitara
- Richie Hayward - bubnjevi
- Bruce McCabe - glasovir, klavijature
- Delbert McClinton - usna harmonika
- Gary Nicholson - gitara
- David Smith - bas-gitara
- Reese Winans - orgulje
- Kenny Greenburg - dodatne snimke gitare
- Michael Rojas - glasovir
- Gordon Mote - glasovir
- Shawn Camp - dobro gitara
- Bekka Bramlett i Vicki Hampton - dodatni vokali